# Heat (1995)
Heat is een Amerikaanse actiefilm uit 1995 zowel geschreven als geregisseerd door Michael Mann. De productie is een remake van L.A. Takedown uit 1989. Deze televisiefilm werd ook door Mann geregisseerd. Heat werd genomineerd voor de Saturn Award voor beste actiefilm en die voor beste acteur in een bijrol (Val Kilmer).

## Inhoud
Neil McCauley (Robert De Niro) is een meesterdief die zijn hele leven in dienst stelt van zijn ambacht. Hij leeft volgens zijn eigen motto: Do not allow anything into your life that you cannot walk out on in thirty seconds flat if you spot the heat around the corner.
McCauley en zijn team overvallen een geldtransport en vluchten met 1,6 miljoen dollar. Er was wel één probleem, de nieuweling Waingro schoot een van de bewakers dood. McCauley en de anderen voelden zich daarom gedwongen om de andere bewakers ook dood te schieten.
Vincent Hanna (Al Pacino) is een top-detective van de Robbery Homicide Division van de LAPD. Hanna en zijn team gaan meteen aan het werk, volgen enkele sporen en proberen de daders te vinden. Ondertussen is McCauley opnieuw een grote slag aan het voorbereiden: een bankoverval waaraan zijn ploeg twaalf miljoen dollar kan verdienen. De agenten betrappen de gangsters tijdens de overval en er ontstaat een vuurgevecht in de straten van Los Angeles.
Ondertussen wordt McCauley verliefd op Eady (Amy Brenneman) en begint hij een relatie met haar. Hanna is een echte workaholic en is aan zijn derde huwelijk toe. Dit dreigt doordat hij weer zijn volle aandacht aan een zaak schenkt weer een puinhoop te worden.

## Achtergrond
Michael Mann gebruikte als basis voor de film het scenario van zijn vorige misdaadfilm, L.A. Takedown. Deze film, met ook hier in de hoofdrol het personage van Lt. Vincent Hanna, verdween rechtstreeks naar het kleine scherm. Het verhaal was gebaseerd op een echte politiezaak in Chicago in de jaren 1960. Het personage van De Niro is gebaseerd op de misdadiger Neil McCauley. Na het succes van zijn film The Last of the Mohicans kreeg Mann de kans om zijn scenario opnieuw te verfilmen. Met de hulp van een uitgebreid budget ($60 miljoen) en de bekende acteurs Robert De Niro en Al Pacino maakte hij van Heat een realistische misdaadfilm. Door middel van verscheidene echte locaties (geen filmstudio's) en goed voorbereide acteurs (alle hoofdrolspelers kregen voor de opnames schietoefeningen) kreeg Heat de kers op de taart, die destijds ontbrak bij L.A. Takedown.
De muziek droeg bij aan de sfeer van de film. Onder anderen de rockproducer Brian Eno, de Canadese gitarist Michael Brook, de Noorse jazzgitarist Terje Rypdal en componist Elliot Goldenthal waren betrokken bij de muziek van de film.

## Rolverdeling
| Acteur             | Personage          |
| ------------------ | ------------------ |
| Al Pacino          | Lt. Vincent Hanna  |
| Robert De Niro     | Neil McCauley      |
| Val Kilmer         | Chris Shiherlis    |
| Jon Voight         | Nate               |
| Tom Sizemore       | Michael Cheritto   |
| Diane Venora       | Justine Hanna      |
| Amy Brenneman      | Eady               |
| Ashley Judd        | Charlene Shiherlis |
| Mykelti Williamson | Sergeant Drucker   |
| Wes Studi          | Detective Casals   |
| William Fichtner   | Roger Van Zant     |
| Natalie Portman    | Lauren Gustafson   |
| Ted Levine         | Bosko              |
| Bud Cort           | Solenko            |

## Casting
De Niro en Pacino speelden eerder samen in de film The Godfather Part II, maar in Heat delen ze voor het eerst een scène. De koffiescène tussen Hanna en McCauley is een gebeurtenis uit het leven van de echte McCauley. De scène en de ontmoeting komt pas naar het einde van het verhaal. Toch komen de acteurs niet samen in beeld maar in afwisselende shots. Ook in The Insider van Mann speelde Pacino de hoofdrol. Naast de twee hoofdrolspelers had de film ook sterke acteurs in de bijrollen.
Yvonne Zima verscheen als ontvoerd meisje in Heat voor het eerst in een bioscoopfilm.

## Ontvangst
Heat ontving goede kritieken maar de ontvangst bij het publiek in de Verenigde Staten was eerder lauw. In Europa kende de film meer succes. In Frankrijk, Groot-Brittannië, Duitsland, Italië en Spanje trok Heat telkens meer dan een miljoen bezoekers.